# Carlos Wilson Cachicote Rocha
Carlos Wilson Cachicote Rocha, (Oeiras, 5 januari 1989) - alias Rudy - is een Portugese voetballer die bij voorkeur als aanvaller speelt. Hij verruilde in januari 2015 Skoda Xanthi voor Recreativo do Libolo. Rudy debuteerde in 2014 in het Angolees voetbalelftal.

## Carrière

### Portugal
Rudy is een grote, snelle aanvaller die in 2007 debuteerde bij het bescheiden GD Tourizense. Nadien belandde hij bij de Portugese derdeklasser SC Praiense, waar hij in 2010 een transfer naar reeksgenoot Atlético Clube de Portugal te pakken kreeg. De club werd in 2011 vicekampioen en dwong zo de promotie naar de Liga de Honra af.

### Cercle Brugge
In de zomer van 2011 ontdekte Cercle Brugge de jonge aanvaller. Hij maakte tijdens zijn eerste trainingen en oefenwedstrijden meteen indruk op trainer Bob Peeters, die hem een ontbrekende schakel noemde. In april 2012 tekende Rudy bij tot 2014. In 2013 verloor hij met Cercle de bekerfinale van KRC Genk.

### Deportivo La Coruña
Na het seizoen 2012/2013 werd bekend dat hij naar de Spaanse tweedeklasser Deportivo La Coruña trok. Hij maakte zijn debuut voor de club in de wedstrijd tegen Las Palmas.

## Statistieken
| seizoen | club                       | land                 | competitie               | wedstr. | goals |
| ------- | -------------------------- | -------------------- | ------------------------ | ------- | ----- |
| 2009/10 | SC Praiense                | Vlag van Portugal    | Liga de Honra            | 22      | 1     |
| 2010/11 | Atlético Clube de Portugal | Vlag van Portugal    | Liga de Honra            | 32      | 10    |
| 2011/12 | Cercle Brugge              | Vlag van België      | Jupiler Pro League       | 33      | 13    |
| 2012/13 | Cercle Brugge              | Vlag van België      | Jupiler Pro League       | 28      | 3     |
| 2013/14 | Deportivo La Coruña        | Vlag van Spanje      | Segunda División         | 18      | 0     |
| 2013/14 | → CF Os Belenenses         | Vlag van Portugal    | Primeira Liga            | 18      | 0     |
| 2014/15 | Skoda Xanthi               | Vlag van Griekenland | Super League Griekenland | 7       | 0     |
| totaal  | totaal                     | totaal               | totaal                   | 158     | 27    |